# Glasford-Krater
Koordinaten: 40° 36′ 0″ N, 89° 47′ 0″ W
Der Glasford-Krater ist ein verschütteter, von der Erdoberfläche nicht sichtbarer Einschlagkrater bei Glasford im südlichen Peoria County in Illinois in den Vereinigten Staaten von Amerika. Sein Durchmesser beträgt vier Kilometer und sein Alter wird auf etwa 430 Millionen Jahre geschätzt.
Die Impaktstruktur wurde bei Erdgasbohrungen entdeckt.